# Olbia Calcio 1905 2017-2018
Questa voce raccoglie le informazioni riguardanti l'Olbia Calcio 1905 nelle competizioni ufficiali della stagione 2017-2018.

## Stagione
La stagione dell'Olbia si apre il 16 luglio, con il ritiro pre-campionato ad Aritzo. Durante la prima parte del ritiro, il 22 luglio, l'Olbia affronta in un'amichevole la Rappresentativa Sarda, sconfitta per 1-0 grazie alla rete di Dametto. Dal 24 luglio, la squadra prosegue il ritiro a Lunamatrona. Il 29 luglio, la squadra affronta in un'amichevole ad Aritzo il Cagliari, battuto di misura (1-0) con una rete dell'ex Ragatzu.  Dal 1° al 5 agosto, la squadra fa ritorno ad Aritzo: nel mezzo un'altra amichevole, contro una rappresentativa oristanese (9-0). Prosegue il ritiro pre-campionato a Lunamatrona. Il 9 agosto, amichevole contro il Cagliari Primavera: 2-0, con le reti di Kouko e Arras. Altra amichevole, sempre a Lunamatrona, contro il Castiadas, il 12 agosto; vittoria per 2-0 (reti di Ragatzu e Kouko). Ultima amichevole pre-campionato, il 20 agosto, contro il Tonara (8-0).
La stagione si apre ufficialmente con l'Incontro casalingo di Coppa Italia di Serie C contro l'Arzachena. La partita si conclude con il risultato di 2-1, grazie alle reti di Ogunseye e Ragatzu.
Il 22 agosto, presso la piazza Elena di Gallura, è stata presentata la squadra che parteciperà al prossimo campionato di Serie C.
L'esordio in campionato avviene in casa, nel posticipo serale del 28 agosto contro il Pisa, battuto per 1-0 con la rete di Ragatzu. Altra vittoria nella seconda giornata di campionato, in trasferta contro il Gavorrano, per 2-1: accade tutto nel primo tempo, con il vantaggio dei padroni di casa con Moscati e la risposta dell'Olbia intorno al 40' con le reti di Geroni e Pisano.
Il 6 settembre, lo scontro diretto per la qualificazione alla fase successiva di Coppa Italia in casa della Viterbese: la partita si conclude con il risultato di 2-2, due volte in vantaggio la Viterbese con i gol di Razzitti al 34' e Cenciarelli all'80', due volte recuperata dall'Olbia con le reti di Ragatzu su calcio di rigore al 78' e Feola al 91'. Le squadre terminano appaiate a 4 punti, però la differenza reti premia i padroni di casa che passano al turno successivo. Nonostante l'eliminazione, ottima figura per i bianchi, che con una formazione quasi completamente rivoluzionata, riescono a giocarsela fino all'ultimo.
Dopo la Coppa Italia, riprende il campionato dei bianchi: il 10 settembre, al Nespoli arriva il Piacenza, desideroso di fare risultato dopo due sconfitte nelle prime due partite. La partita si conclude con il punteggio di 1-1: vantaggio degli ospiti con il calcio di rigore trasformato al 37' da Morosini e pareggio dell'Olbia sempre su rigore con il solito Ragatzu al 63'. Il 17 settembre, arriva la prima sconfitta stagionale, ad opera della Carraresse; 3-0 il risultato finale, con le reti tutte nel secondo tempo (doppietta di Coralli e terzo gol di Tavano). Il 24 settembre, si ritrova la vittoria, con il 2-0 conquistato al Nespoli contro il Pontedera, decisive le reti (una per tempo) di Ragatzu su calcio di rigore al 37' e di Senesi all'85'. Il primo ottobre, arriva un'altra vittoria, 3-1 sul campo della Pro Piacenza. Nel primo tempo botta e risposta con il vantaggio dell'Olbia di Ragatzu e il pareggio piacentino con Barba. Nel secondo tempo l'Olbia torna in vantaggio con Ogunseye al 63' e nel finale la Pro Piacenza si guadagna un calcio di rigore, sbagliato da Alessandro, e Feola, oltre il novantesimo, in contropiede segna il gol del definitivo 3-1. Nel turno infrasettimanale, il 4 ottobre, pareggio casalingo a reti bianche con la Pistoiese.. L'8 ottobre, arriva la prima sconfitta stagionale casalinga, ad opera del Siena, che si impone per 2-1, per l'Olbia rete di Ragatzu su calcio di rigore. Dopo la sconfitta interna, l'Olbia trova due vittorie consecutive, 1-0 in casa dell'Arezzo (rete di Ogunseye all'85') e 4-1 in casa contro il Cuneo, mattatore della gara Ragatzu, che ha siglato una tripletta, l'altro gol di Ogunseye. Il 29 ottobre arriva il derby della Gallura, Arzachena-Olbia, giocato al Nespoli di Olbia; il risultato finale vede gli smeraldini imporsi per 3-0, grazie alle reti di Sanna, Curcio e La Rosa. Il 4 novembre, nuovamente al Nespoli, arriva la Giana Erminio, battuta per 3-0 con le reti di Ogunseye, Ragatzu e Feola. Il 9 novembre, trasferta in casa dell'Alessandria, la squadra dalla quale, ad inizio stagione, ci si aspettava di più; la partita vede i padroni di casa vincere per ben 4-0 (reti di Casasola, Marconi, Gonzalez e Sciacca), dominando dal primo all'ultimo minuto. A questa sconfitta ne sono seguite altre due consecutive a Livorno (2-1) e a Prato (1-0), per poi chiudere il girone d'andata con il pareggio interno contro la Lucchese (1-1), la sconfitta per 1-0 in casa della Viterbese e la vittoria casalinga contro il Monza (2-1).

## Divise e sponsor
Il fornitore tecnico per la stagione 2017-2018 è Macron mentre gli sponsor di maglia sono bellaisola.it e Lucianu Trasporti (nel retro sotto il numero di maglia).
| Casa | Trasferta | Terza divisa |

## Organigramma societario
Consiglio di Amministrazione
- Presidente: Alessandro Marino
- Vicepresidente: Alexandre Tartara
- Consiglieri: Massimo Curreli, Gian Renzo Bazzu

Area Organizzativa
- Segretario Generale Sportivo e responsabile biglietteria: Marco Ravelli
- Segreteria: Tonino Loverci, Lucio Deiana
- Team Manager: Alessio Busi
- Delegato alla Sicurezza: Fabio Macciocu
- Responsabile rapporti con la tifoseria: Pasquale Ventroni
- Amministrazione: Ilaria Piccinnu
- Responsabile Comunicazione e Ufficio Stampa: Matteo Sechi
- Social Media Manager: Stefano Sambati
- Magazzinieri: Giorgio Grooza, Enrico Mura

Area sanitaria
- Responsabile Sanitario: Carlo Piredda
- Medico Sociale: Pasquale Ruiu
- Fisioterapista: Francesco Todde
- Fisioterapista: Giovanni Pirastru

Staff tecnico
- Allenatore: Bernardo Mereu
- Allenatore in Seconda: Michele Filippi
- Allenatore dei Portieri: Federico Orlandi
- Preparatore Atletico: Mauro Baldus
- Match Analysis: Nicolò Selis

## Rosa
Rosa e numerazione sono aggiornate al 31 agosto 2017.
| N. |                           | Ruolo | Calciatore          |
| -- | ------------------------- | ----- | ------------------- |
| 1  | Italia (bandiera)         | P     | Simone Aresti       |
| 2  | Italia (bandiera)         | D     | Simone Pinna        |
| 3  | Italia (bandiera)         | D     | Nicola Manca        |
| 4  | Italia (bandiera)         | C     | Enrico Geroni       |
| 5  | Italia (bandiera)         | D     | Paolo Dametto       |
| 6  | Italia (bandiera)         | D     | Luca Iotti          |
| 7  | Italia (bandiera)         | C     | Alessio Murgia      |
| 8  | Costa d'Avorio (bandiera) | A     | Daniel Kouko        |
| 9  | Italia (bandiera)         | A     | Roberto Ogunseye    |
| 10 | Italia (bandiera)         | A     | Daniele Ragatzu     |
| 11 | Italia (bandiera)         | C     | Marco Piredda       |
| 12 | Italia (bandiera)         | P     | Adam Janati Idrissi |

| N. |                        | Ruolo | Calciatore                  |
| -- | ---------------------- | ----- | --------------------------- |
| 13 | Italia (bandiera)      | C     | Nicholas Pennington         |
| 14 | Italia (bandiera)      | D     | Francesco Pisano (capitano) |
| 15 | Portogallo (bandiera)  | D     | Vasco Oliveira              |
| 16 | Italia (bandiera)      | C     | Luca Vispo                  |
| 17 | Italia (bandiera)      | A     | Yuri Senesi                 |
| 18 | Italia (bandiera)      | A     | Davide Arras                |
| 19 | Italia (bandiera)      | C     | Roberto Biancu              |
| 20 | Italia (bandiera)      | C     | Mattia Muroni               |
| 21 | Italia (bandiera)      | C     | Andrea Feola                |
| 22 | Paesi Bassi (bandiera) | P     | Maarten Van der Want        |
| 23 | Italia (bandiera)      | D     | Matteo Cotali               |
| 25 | Francia (bandiera)     | D     | Maxime Leverbe              |

## Calciomercato

### Sessione estiva(dal 01/07 al 31/08)
| Acquisti | Acquisti             | Acquisti  | Acquisti      |
| R.       | Nome                 | da        | Modalità      |
| -------- | -------------------- | --------- | ------------- |
| P        | Simone Aresti        | Ternana   | definitivo    |
| P        | Maarten Van der Want |           | svincolato    |
| D        | Luca Iotti           | Ascoli    | definitivo    |
| D        | Nicola Manca         | Cagliari  | prestito      |
| D        | Simone Pinna         | Cagliari  | prestito      |
| D        | Vasco Oliveira       | Cagliari  | prestito      |
| D        | Maxime Leverbe       | Sampdoria | prestito      |
| C        | Roberto Biancu       | Cagliari  | prestito      |
| C        | Luca Vispo           | Nuorese   | fine prestito |
| C        | Alessio Murgia       | Cagliari  | prestito      |
| C        | Nicholas Pennington  | Cagliari  | prestito      |
| A        | Davide Arras         | Cagliari  | fine prestito |
| A        | Roberto Ogunseye     | Inter     | definitivo    |

| Cessioni | Cessioni           | Cessioni    | Cessioni      |
| R.       | Nome               | a           | Modalità      |
| -------- | ------------------ | ----------- | ------------- |
| P        | Fabrizio Deiana    |             | svincolato    |
| P        | Matteo Ricci       |             | svincolato    |
| D        | Francesco Riehle   |             | svincolato    |
| C        | Joseph Tetteh      | Cagliari    | fine prestito |
| C        | Žan Benedičič      |             | svincolato    |
| C        | Andrea Cossu       | Cagliari    | definitivo    |
| A        | Lorenzo Alberghina | Cagliari    | fine prestito |
| A        | Alessandro Capello | Cagliari    | fine prestito |
| A        | Daniel Kouko       | AlbinoLeffe | definitivo    |

## Risultati

### Serie C

#### Girone d'andata
| Arbitro: | Curti (Milano) |

|             |           |  |
| Ragatzu 18’ | Marcatori |  |

| Arbitro: | Zufferli (Udine) |

|             |           |                       |
| Moscati 12’ | Marcatori | Geroni 39’ Pisano 43’ |

| Arbitro: | Volpi (Arezzo) |

|                    |           |                     |
| Ragatzu 63’ (rig.) | Marcatori | Morosini 37’ (rig.) |

| Arbitro: | Di Cairano (Ariano Irpino) |

|                             |           |  |
| Coralli 54’, 70’ Tavano 85’ | Marcatori |  |

| Arbitro: | Luciani (Roma 1) |

|                               |           |  |
| Ragatzu 37’ (rig.) Senesi 85’ | Marcatori |  |

| Arbitro: | Vigile (Cosenza) |

|           |           |                                      |
| Barba 25’ | Marcatori | Ragatzu 13’ Ogunseye 63’ Feola 90+5’ |

| Olbia 4 ottobre 2017, ore 16:30 7ª giornata | Olbia          | 0 – 0 referto | Pistoiese | Stadio Bruno Nespoli\| Arbitro: \| Miele (Torino) \| |
| Arbitro:                                    | Miele (Torino) |               |           |                                                      |

| Arbitro: | Garofalo (Torre del Greco) |

|             |           |                         |
| Ragatzu 76’ | Marcatori | Marotta 52’ Guberti 68’ |

| Arbitro: | Colombo (Como) |

|  |           |              |
|  | Marcatori | Ogunseye 85’ |

| Arbitro: | Bitonti (Bologna) |

|                                             |           |           |
| Ragatzu 59’, 62’, 86’ (rig.) Ogunseye 90+4’ | Marcatori | Rosso 80’ |

| Arbitro: | Zanonato (Vicenza) |

|                                           |           |  |
| Sanna 25’ Curcio 45+2’ (rig.) La Rosa 58’ | Marcatori |  |

| Arbitro: | Ricci (Firenze) |

|                                           |           |  |
| Ogunseye 28’ Ragatzu 58’ (rig.) Feola 65’ | Marcatori |  |

| Arbitro: | Cudini (Fermo) |

|                                                          |           |  |
| Casasola 20’ Marconi 36’ González 65’ (rig.) Sciacca 89’ | Marcatori |  |

| Turno di riposo |  | – |  |  |

| Livorno 19 novembre 2017, ore 16:30 15ª giornata                    | Livorno   | 2 – 1       | Olbia | Stadio Armando Picchi |
| \| \| \| \| \| Valiani 45’ Ponce 84’ \| Marcatori \| 39’ Leverbe \| |           |             |       |                       |
|                                                                     |           |             |       |                       |
| Valiani 45’ Ponce 84’                                               | Marcatori | 39’ Leverbe |       |                       |

| Prato 26 novembre 2017, ore 14:30 16ª giornata        | Prato     | 1 – 0 | Olbia | Stadio Lungobisenzio |
| \| \| \| \| \| Ogunseye 66’ (aut.) \| Marcatori \| \| |           |       |       |                      |
|                                                       |           |       |       |                      |
| Ogunseye 66’ (aut.)                                   | Marcatori |       |       |                      |

| Olbia 3 dicembre 2017, ore 14:30 17ª giornata             | Olbia     | 1 – 1      | Lucchese | Stadio Bruno Nespoli |
| \| \| \| \| \| Ogunseye 61’ \| Marcatori \| 6’ De Vena \| |           |            |          |                      |
|                                                           |           |            |          |                      |
| Ogunseye 61’                                              | Marcatori | 6’ De Vena |          |                      |

| Arbitro: | Mauro D'Apice (Arezzo) |

|                  |           |  |
| Vandeputte 45+3’ | Marcatori |  |

| Arbitro: | Cosso (Reggio Calabria) |

|                          |           |                     |
| Ogunseye 10’ Ragatzu 54’ | Marcatori | 72’ (rig.) D'Errico |

#### Girone di ritorno
| Arbitro: | Luigi Carella (Bari) |

|                     |           |  |
| Negro 1’ Eusepi 25’ | Marcatori |  |

| Arbitro: | Federico Longo (Paola) |

|                                    |           |                               |
| Ragatzu 15’, 42’ Ogunseye 62’, 89’ | Marcatori | 59’ Brega 71’ Conti 88’ Mosti |

| Piacenza 22ª giornata | Piacenza | – | Olbia | Stadio Leonardo Garilli |

| Olbia 23ª giornata | Olbia | – | Carrarese | Stadio Bruno Nespoli |

| Pontedera 24ª giornata | Pontedera | – | Olbia | Stadio Ettore Mannucci |

| Olbia 25ª giornata | Olbia | – | Pro Piacenza | Stadio Bruno Nespoli |

| Pistoia 26ª giornata | Pistoiese | – | Olbia | Stadio Marcello Melani |

| Siena 27ª giornata | Siena | – | Olbia | Stadio Artemio Franchi |

| Olbia 28ª giornata | Olbia | – | Arezzo | Stadio Bruno Nespoli |

| Cuneo 29ª giornata | Cuneo | – | Olbia | Stadio Fratelli Paschiero |

| Olbia 30ª giornata | Olbia | – | Arzachena | Stadio Bruno Nespoli |

| Gorgonzola 31ª giornata | Giana Erminio | – | Olbia | Stadio Città di Gorgonzola |

| Olbia 32ª giornata | Olbia | – | Alessandria | Stadio Bruno Nespoli |

| Olbia 34ª giornata | Olbia | – | Livorno | Stadio Bruno Nespoli |

| Olbia 35ª giornata | Olbia | – | Prato | Stadio Bruno Nespoli |

| Lucca 36ª giornata | Lucchese | – | Olbia | Stadio Porta Elisa |

| Olbia 37ª giornata | Olbia | – | Viterbese Castrense | Stadio Bruno Nespoli |

| Monza 38ª giornata | Monza | – | Olbia | Stadio Brianteo |

### Coppa Italia Serie C

#### Fase a gironi
| Squadra   | P.ti | G | V | N | P | GF | GS | DR |
| --------- | ---- | - | - | - | - | -- | -- | -- |
| Viterbese | 4    | 2 | 1 | 1 | 0 | 5  | 2  | +3 |
| Olbia     | 4    | 2 | 1 | 1 | 0 | 3  | 2  | +1 |
| Arzachena | 0    | 2 | 0 | 0 | 2 | 1  | 5  | -4 |

| Arbitro: | Moriconi (Roma 2) |

|                          |           |           |
| Ogunseye 33’ Ragatzu 64’ | Marcatori | 77’ Lisai |

| Arbitro: | Provesi (Treviglio) |

|                             |           |                              |
| Razziti 34’ Cenciarelli 80’ | Marcatori | 78’ (rig.) Ragatzu 89’ Feola |

## Statistiche

### Statistiche di squadra
| Competizione         | Punti         | In casa | In casa | In casa | In casa | In casa | In casa | In trasferta | In trasferta | In trasferta | In trasferta | In trasferta | In trasferta | Totale | Totale | Totale | Totale | Totale | Totale | D.R. |
| Competizione         | Punti         | G       | V       | N       | P       | Gf      | Gs      | G            | V            | N            | P            | Gf           | Gs           | G      | V      | N      | P      | Gf     | Gs     | D.R. |
| -------------------- | ------------- | ------- | ------- | ------- | ------- | ------- | ------- | ------------ | ------------ | ------------ | ------------ | ------------ | ------------ | ------ | ------ | ------ | ------ | ------ | ------ | ---- |
| Serie C              | 43            | 18      | 8       | 6       | 4       | 30      | 21      | 18           | 4            | 1            | 13           | 9            | 31           | 36     | 12     | 7      | 17     | 39     | 52     | -13  |
| Coppa Italia Serie C | Fase a gironi | 1       | 1       | 0       | 0       | 2       | 1       | 1            | 0            | 1            | 0            | 2            | 2            | 2      | 1      | 1      | 0      | 4      | 3      | +1   |
| Totale               | 43            | 19      | 9       | 6       | 4       | 32      | 22      | 19           | 4            | 2            | 13           | 11           | 33           | 38     | 13     | 8      | 17     | 43     | 55     | -12  |

### Statistiche dei giocatori
Sono in corsivo i calciatori che hanno lasciato la società a stagione in corso.
| Giocatore       | Serie C  | Serie C | Serie C     | Serie C    | Coppa Italia | Coppa Italia | Coppa Italia | Coppa Italia | Totale   | Totale | Totale      | Totale     |
| Giocatore       | Presenze | Reti    | Ammonizioni | Espulsioni | Presenze     | Reti         | Ammonizioni  | Espulsioni   | Presenze | Reti   | Ammonizioni | Espulsioni |
| --------------- | -------- | ------- | ----------- | ---------- | ------------ | ------------ | ------------ | ------------ | -------- | ------ | ----------- | ---------- |
| S. Aresti       | 12       | -12     | 1           | 0          | 0            | 0            | 0            | 0            | 12       | -12    | 1           | 0          |
| M. Van der Want | 0        | 0       | 0           | 0          | 2            | -3           | 0            | 0            | 2        | -3     | 0           | 0          |
| M. Bizzi        | 0        | 0       | 0           | 0          | 0            | 0            | 0            | 0            | 0        | 0      | 0           | 0          |
| P. Dametto      | 12       | 0       | 1           | 0          | 1            | 0            | 1            | 0            | 13       | 0      | 2           | 0          |
| L. Iotti        | 9        | 0       | 1           | 0          | 1            | 0            | 0            | 0            | 10       | 0      | 1           | 0          |
| M. Leverbe      | 4        | 0       | 1           | 1          | 1            | 0            | 0            | 0            | 5        | 0      | 1           | 1          |
| V. Oliveira     | 1        | 0       | 0           | 0          | 1            | 0            | 0            | 0            | 2        | 0      | 0           | 0          |
| F. Pisano       | 12       | 1       | 0           | 0          | 1            | 0            | 0            | 0            | 13       | 1      | 0           | 0          |
| M. Cotali       | 11       | 0       | 2           | 0          | 1            | 0            | 1            | 0            | 12       | 0      | 3           | 0          |
| S. Pinna        | 4        | 0       | 1           | 0          | 1            | 0            | 0            | 0            | 5        | 0      | 1           | 0          |
| N. Manca        | 0        | 0       | 0           | 0          | 1            | 0            | 0            | 0            | 1        | 0      | 0           | 0          |
| A. Feola        | 10       | 2       | 0           | 0          | 2            | 1            | 1            | 0            | 12       | 3      | 1           | 0          |
| E. Geroni       | 7        | 1       | 2           | 0          | 2            | 0            | 0            | 0            | 9        | 1      | 2           | 0          |
| M. Muroni       | 12       | 0       | 2           | 0          | 2            | 0            | 0            | 0            | 14       | 0      | 2           | 0          |
| R. Biancu       | 4        | 0       | 0           | 0          | 0            | 0            | 0            | 0            | 4        | 0      | 0           | 0          |
| N. Pennington   | 6        | 0       | 2           | 0          | 0            | 0            | 0            | 0            | 6        | 0      | 2           | 0          |
| L. Vispo        | 3        | 0       | 0           | 0          | 1            | 0            | 0            | 0            | 4        | 0      | 0           | 0          |
| M. Piredda      | 4        | 0       | 0           | 0          | 2            | 0            | 1            | 0            | 6        | 0      | 1           | 0          |
| A. Murgia       | 10       | 0       | 0           | 0          | 2            | 0            | 0            | 0            | 12       | 0      | 0           | 0          |
| Y. Senesi       | 8        | 1       | 0           | 0          | 1            | 0            | 0            | 0            | 9        | 1      | 0           | 0          |
| D. Ragatzu      | 12       | 9       | 1           | 0          | 2            | 2            | 0            | 0            | 14       | 11     | 1           | 0          |
| D. Kouko        | 0        | 0       | 0           | 0          | 1            | 0            | 0            | 0            | 1        | 0      | 0           | 0          |
| D. Arras        | 7        | 0       | 0           | 0          | 2            | 0            | 0            | 0            | 9        | 0      | 0           | 0          |
| R. Ogunseye     | 12       | 4       | 2           | 0          | 1            | 1            | 0            | 0            | 13       | 5      | 2           | 0          |